# Relations entre l'Azerbaïdjan et le Vietnam
Les relations entre l'Azerbaïdjan et le Vietnam sont les relations extérieures entre la république d'Azerbaïdjan et la république socialiste du Viêt Nam.

## Histoire
L'Azerbaïdjan et le Vietnam ont établi des relations diplomatiques en 1992. Un groupe de travail sur les relations interparlementaires entre l'Azerbaïdjan et le Vietnam fonctionne à l'assemblée nationale de la république d'Azerbaïdjan. Le chef du groupe de travail est Ali Masimli.